# عبد الرحمن خلف العنزي
عبد الرحمن خلف العنزي (بالإنجليزية: Abd al-Rahman Khalaf al-Anizi) (ولد حوالي عام 1973) هو مواطن كويتي يقوم بجمع التبرعات لصالح جبهة النصرة لأهل الشام، وداعش، والقاعدة. ووفقًا لـوزارة الخزانة الأمريكية، فقد عمل مع كبار مسؤولي القاعدة منذ عام 2008 لتسهيل تدفق الأموال من الكويت إلى سوريا، وساعد في تمويل سفر المقاتلين الأجانب في الحرب الأهلية السورية والعراقية من سوريا إلى العراق. كما قام بالتجنيد لصالح القاعدة في أفغانستان انطلاقًا من الكويت وإيران. ومنذ عام 2013، أصبح أكثر انخراطًا في جمع الأموال، والأفراد، واللوجستيات للجماعات الإرهابية في سوريا.
في عام 2014، أدرجت مجلة فورين بوليسي اسم العنزي ضمن قائمتها السنوية «أبرز 100 مفكر عالمي» في فئة «المحرّضين»، وهي فئة مخصصة لأولئك الذين تسببوا في انقسامات وعنف دولي كبير. كما أُضيف اسمه إلى قائمة العقوبات التي يفرضها لجنة عقوبات القاعدة التابعة للأمم المتحدة، وصنفته وزارة الخزانة الأمريكية كأحد الداعمين الرئيسيين للإرهابيين في سوريا والعراق.